# Lerone Clarke
Lerone Ephraime Clarke (Trelawny, 6 dicembre 1981) è un velocista giamaicano.
In carriera è stato campione mondiale con la staffetta 4×100 metri a Berlino 2009, pur avendo gareggiato unicamente in batteria, e vincitore dei 100 m piani ai Giochi del Commonwealth e ai Giochi panamericani.

## Biografia
Cresciuto nella stessa scuola di Usain Bolt ed altri spinter giamaicani, nel 2005 conclude quarto ai Mondiali di Helsinki con la staffetta 4×100 m.
Ha un personale di 9"99 stabilito a Zurigo il 28 agosto 2009, anno in cui, con la staffetta veloce giamaicana vince la medaglia d'oro ai Campionati del mondo di Berlino, correndo in qualificazione in sostituzione di Bolt.
Nel 2010 ai Giochi del Commonwealth vince i 100 m piani col tempo di 10"12, e arriva secondo con la staffetta 4×100 m. L'anno dopo, nel 2011, ottiene altri 2 successi personali nei 100 m, prima ai Campionati centroamericani e caraibici, e poi a Guadalajara in Messico, dove vince la medaglia d'oro ai Giochi panamericani, battendo in finale con il tempo di 10"01 il favorito Kim Collins (10"04), che nel corso della sua semifinale aveva battuto il record dei Giochi panamericani con 10"00.

## Palmarès
| Anno | Manifestazione          | Sede         | Evento      | Risultato  | Prestazione | Note                                     |
| ---- | ----------------------- | ------------ | ----------- | ---------- | ----------- | ---------------------------------------- |
| 2002 | Giochi CAC              | San Salvador | 100 m piani | 6º         | 10"49       |                                          |
| 2005 | Mondiali                | Helsinki     | 4×100 m     | 4º         | 38"28       | Miglior prestazione personale stagionale |
| 2006 | Mondiali indoor         | Mosca        | 60 m piani  | Semifinale | 6"66        |                                          |
| 2008 | Mondiali indoor         | Valencia     | 60 m piani  | Batteria   | 6"89        |                                          |
| 2008 | Campionati CAC          | Cali         | 100 m piani | 7º         | 10"45       |                                          |
| 2009 | Campionati CAC          | L'Avana      | 100 m piani | Argento    | 10"08       | Miglior prestazione personale            |
| 2009 | Campionati CAC          | L'Avana      | 4×100 m     | Argento    | 39"31       |                                          |
| 2009 | Mondiali                | Berlino      | 4×100 m     | Oro        | 37"31       | [ 3 ]                                    |
| 2010 | Mondiali indoor         | Doha         | 60 m piani  | Batteria   | 6"78        |                                          |
| 2010 | Giochi CAC              | Mayagüez     | 100 m piani | Bronzo     | 10"15       |                                          |
| 2010 | Giochi CAC              | Mayagüez     | 4×100 m     | Argento    | 38"78       |                                          |
| 2010 | Giochi del Commonwealth | Delhi        | 100 m piani | Oro        | 10"12       |                                          |
| 2010 | Giochi del Commonwealth | Delhi        | 4×100 m     | Argento    | 38"79       |                                          |
| 2011 | Campionati CAC          | Mayagüez     | 4×100 m     | Oro        | 38"81       |                                          |
| 2011 | Giochi panamericani     | Guadalajara  | 100 m piani | Oro        | 10"01       | Miglior prestazione personale stagionale |
| 2012 | Mondiali indoor         | Istanbul     | 60 m piani  | Batteria   | 7"05        |                                          |